# Jagdstaffel 65

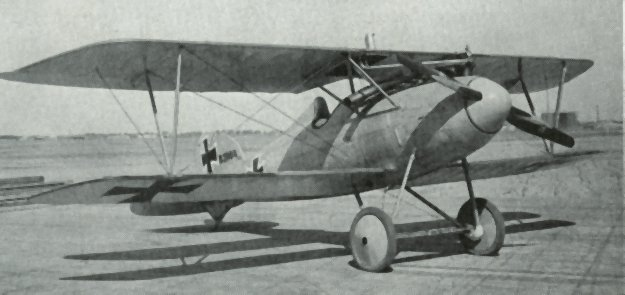
Albatros D.V

Jagdstaffel 65 – Königlich Preußische Jagdstaffel Nr. 65 – Jasta 65 jednostka lotnictwa niemieckiego Luftstreitkräfte z okresu I wojny światowej.

## Informacje ogólne
Jednostka została utworzona 23 stycznia 1918 roku. Pierwszym dowódcą eskadry został ppor. Hellmuth Contag z Jagdstaffel 29. Po jego śmierci 6 marca na krótko dowódcą jednostki został por. Arno Benzler z Jagdstaffel 45, który 19 marca przeszedł do Jagdstaffel 60. Na jego miejsce został przydzielony z Jagdstaffel 17 por. Otto Fitzner, który pozostał na stanowisku dowódcy do końca wojny.
Od 4 lutego 1918 roku eskadra została przydzielona do 5 Armii i stacjonowała na lotnisku w Stenay. 6 maja została przeniesiona do Mars-la-Tour i oddana pod dowództwo Armee-Abteilung „C”, aby 16 września powrócić pod rozkazy dowództwa 5 Armii.
Eskadra walczyła między innymi na samolotach Pfalz D.XII, Fokker D.VII, Albatros D.V.
Jasta 65 w całym okresie wojny odniosła ponad 34 zwycięstwa nad samolotami nieprzyjaciela w tym 9 balonami. W okresie od lutego 1918 do listopada 1918 roku jej straty wynosiły 6 zabitych w walce oraz 2 w niewoli i 2 rannych.
Łącznie przez jej personel przeszło 4 asów myśliwskich:
Otto Fitzner (6), Josef Hohly (7), Wilhelm Frickart (4), Arno Benzler (5)

## Dowódcy Eskadry
| Stopień      | Nazwisko        | Okres                   |
| ------------ | --------------- | ----------------------- |
| Podporucznik | Hellmuth Contag | 23.01.1918 – 06.03.1918 |
| Podporucznik | Arno Benzler    | 06.03.1918 – 19.03.1918 |
| Porucznik    | Otto Fitzner    | 19.03.1918 – 11.11.1918 |